# Konotopa (struga)
Konotopa – struga, lewy dopływ Piwonii o długości 19,02 km. Przepływa na terenie gmin Dębowa Kłoda oraz Parczew w województwie lubelskim. W Parczewie uchodzi do Piwonii. Głównym dopływem Konotopy jest Kłodzianka.